# Pseudepiphractis ankaratrella
Pseudepiphractis ankaratrella är en fjärilsart som beskrevs av Pierre E.L. Viette 1956. Pseudepiphractis ankaratrella ingår i släktet Pseudepiphractis och familjen praktmalar, Oecophoridae. Inga underarter finns listade i Catalogue of Life.